# Zołotaja Dolina
Zołotaja Dolina (ros. Золотая Долина) – wieś (sieło) w Rosji, w Kraju Nadmorskim, w rejonie partizańskim. W 2021 liczyła 2425 mieszkańców.